# Allonville
Pour les articles homonymes, voir Allonville (homonymie).
Cet article possède un paronyme, voir Halloville.
Allonville est une commune française située dans le département de la Somme en région Hauts-de-France.

## Géographie

### Localisation

#### Communes limitrophes
| Cardonnette  |            | Saint-Gratien |
| Poulainville | Allonville | Querrieux     |
| Amiens       | Rivery     | Camon         |

### Description
Allonville est un village périurbain picard de l'Amiénois  jouxtant au nord-est d'Amiens, situé à 21 km au sud-ouest d'Albert et à 24 km au sud de Doullens.
Il est desservi par le tracé initial de l'ancienne Route nationale 319 (actuelle RD 919) qui relie Amiens à Arras.
La commune est desservie par le réseau de transports en commun d'Amiens Ametis.

### Hydrographie
La commune est située dans le bassin Artois-Picardie. Elle n'est drainée par aucun cours d'eau.

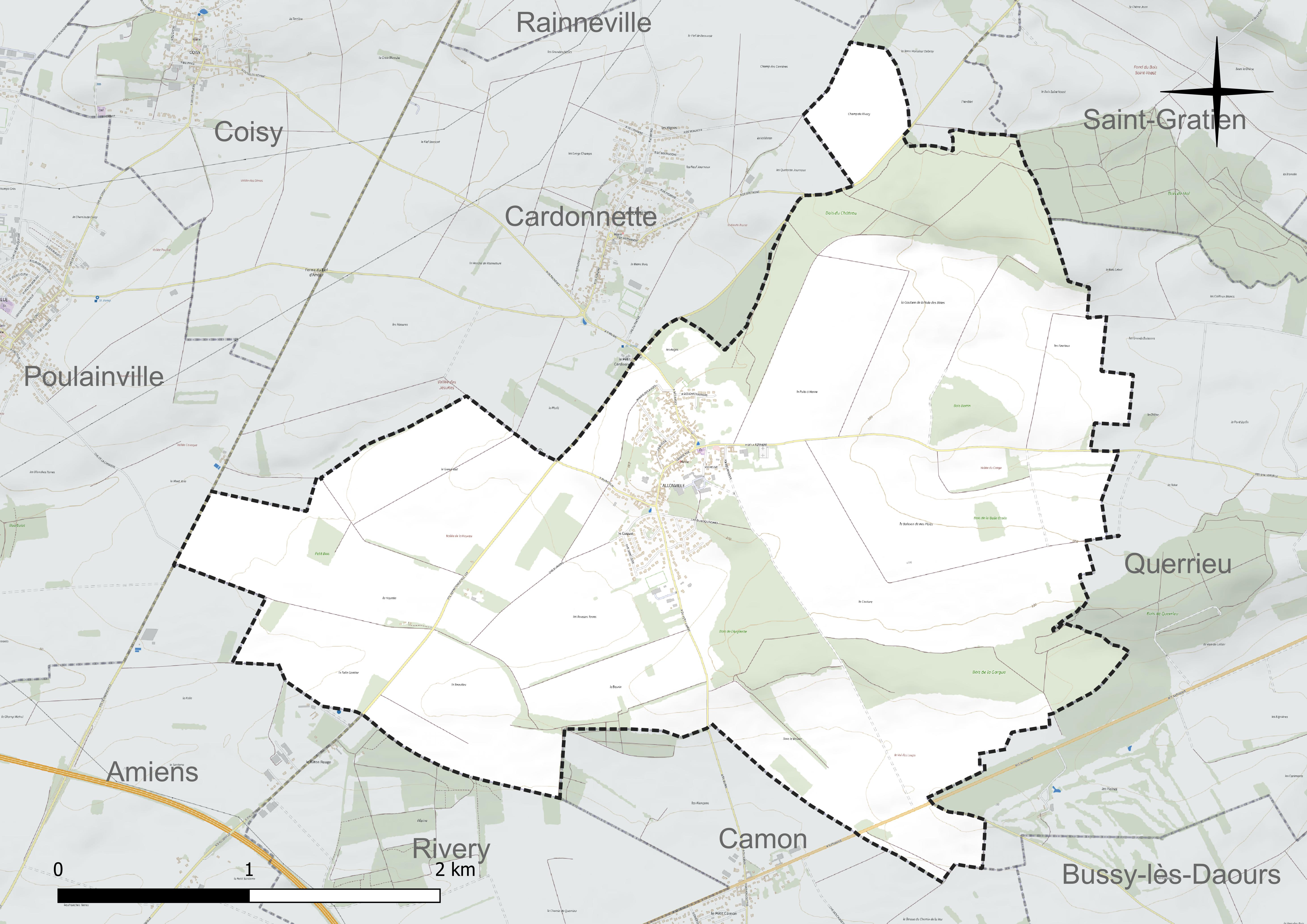
Réseau hydrographique d'Allonville.

### Climat
Pour des articles plus généraux, voir Climat des Hauts-de-France et Climat de la Somme.
En 2010, le climat de la commune est de type climat océanique dégradé des plaines du Centre et du Nord, selon une étude du CNRS s'appuyant sur une série de données couvrant la période 1971-2000. En 2020, Météo-France publie une typologie des climats de la France métropolitaine dans laquelle la commune est exposée à un climat océanique et est dans la région climatique Nord-est du bassin Parisien, caractérisée par un ensoleillement médiocre, une pluviométrie moyenne régulièrement répartie au cours de l'année et un hiver froid (3 °C).
Pour la période 1971-2000, la température annuelle moyenne est de 10,1 °C, avec une amplitude thermique annuelle de 13,8 °C. Le cumul annuel moyen de précipitations est de 754 mm, avec 12,4 jours de précipitations en janvier et 8,9 jours en juillet. Pour la période 1991-2020, la température moyenne annuelle observée sur la station météorologique la plus proche, située sur la commune de Glisy à 7 km à vol d'oiseau, est de 11,1 °C et le cumul annuel moyen de précipitations est de 646,6 mm,. Pour l'avenir, les paramètres climatiques de la commune estimés pour 2050 selon différents scénarios d'émission de gaz à effet de serre sont consultables sur un site dédié publié par Météo-France en novembre 2022.

## Urbanisme

### Typologie
Au 1er janvier 2024, Allonville est catégorisée bourg rural, selon la nouvelle grille communale de densité à sept niveaux définie par l'Insee en 2022.
Elle est située hors unité urbaine. Par ailleurs la commune fait partie de l'aire d'attraction d'Amiens, dont elle est une commune de la couronne,. Cette aire, qui regroupe 369 communes, est catégorisée dans les aires de 200 000 à moins de 700 000 habitants,.

### Voies des communications et transports
La commune est accessible a une sortie de la route D929 (Rue du Petit Camon)
La commune est desservie partiellement par la ligne 9 du réseau Ametis, certains passages effectuent leur terminus a la ZA La Haute Borne et sont complétées par des TAD pour atteindre la commune.

### Occupation des sols
L'occupation des sols de la commune, telle qu'elle ressort de la base de données européenne d'occupation biophysique des sols Corine Land Cover (CLC), est marquée par l'importance des territoires agricoles (78,8 % en 2018), en diminution par rapport à 1990 (81 %). La répartition détaillée en 2018 est la suivante : 
terres arables (78,8 %), milieux à végétation arbustive et/ou herbacée (10,2 %), forêts (6,4 %), zones urbanisées (4,6 %). L'évolution de l'occupation des sols de la commune et de ses infrastructures peut être observée sur les différentes représentations cartographiques du territoire : la carte de Cassini (XVIIIe siècle), la carte d'état-major (1820-1866) et les cartes ou photos aériennes de l'IGN pour la période actuelle (1950 à aujourd'hui).

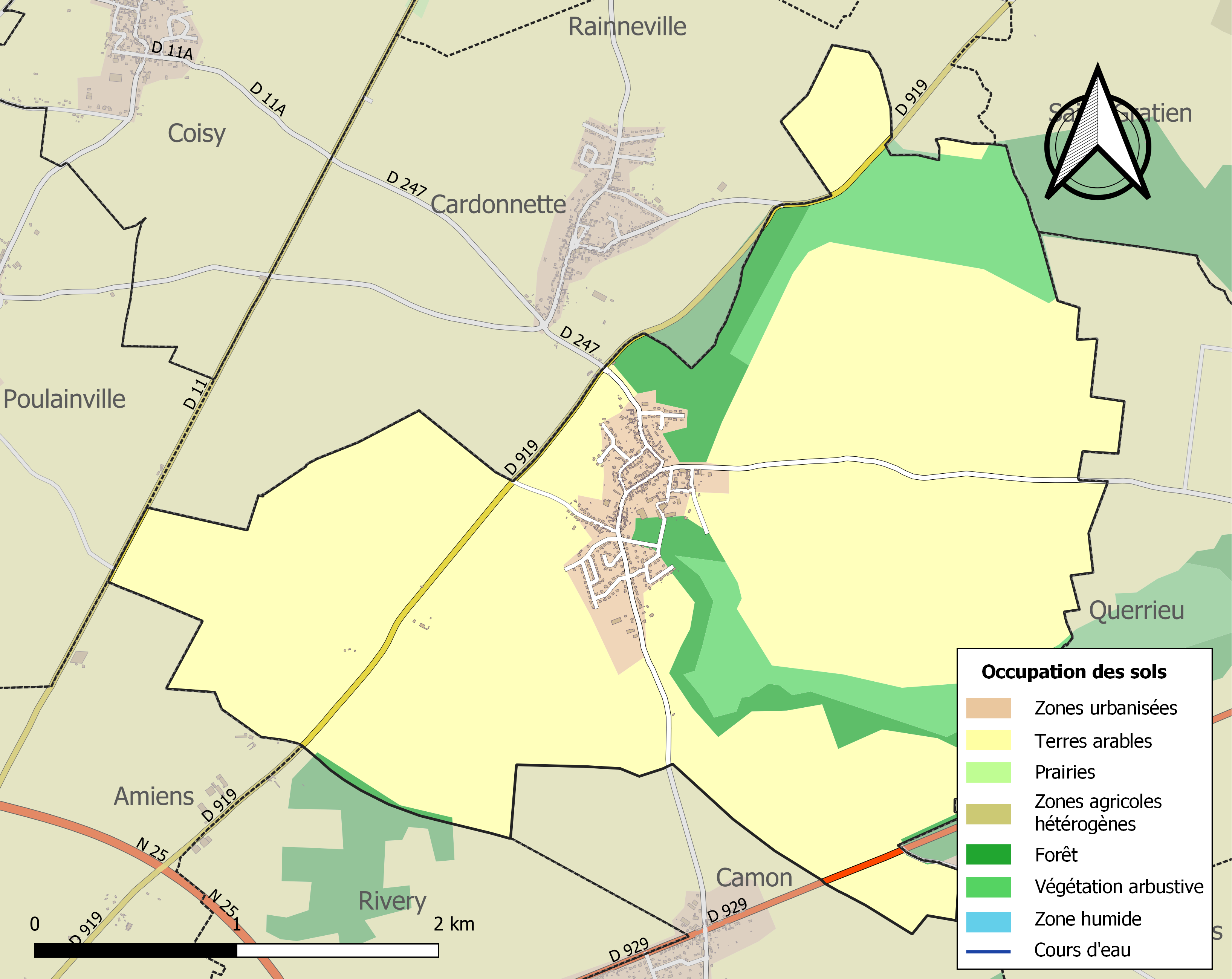
Carte des infrastructures et de l'occupation des sols de la commune en 2018 (CLC).

## Toponymie
Le nom de la localité est attesté sous la forme latinisée Alunvilla en 1147 (Dans le cartulaire de l'abbaye de Saint Laurent)[réf. nécessaire].
Alonville en picard.
Il s'agit d'une formation toponymique médiévale en -ville au sens ancien de « domaine rural », précédé du nom de personne Alo d'origine germanique.

## Histoire
Sur l'emplacement d'une ancienne forteresse, Jean Vaysse de Longueval fit construire un château résidentiel. Placé à 110 mètres d'altitude, il dominait du haut de ses tourelles la plaine s'étendant au sud et à l'ouest jusqu'à Camon, Amiens et Poulainville ; à l'est c'était encore une plaine qui se prolongeait en direction de Querrieu, entourée au nord-est et au sud-est par des bois giboyeux.
Le château était en brique et pierre, comportant un rez-de-chaussée et un étage, un corps de logis principal avec pavillon carré formant tourelle à chaque extrémité, et deux corps de logis en retour, terminés eux aussi par un même pavillon, de sorte que les bâtiments formaient les trois côtés d'une cour d'honneur carrée de cent pieds de côté, ouverte au sud vers l'église et le village.
Le château a été habité jusqu'au début du XXe siècle, par les descendants de Jean Vaysse de Longueval, qui avaient pris le nom de Vaysse de Rainneville après la Révolution. Il a été entièrement détruit en 1944.

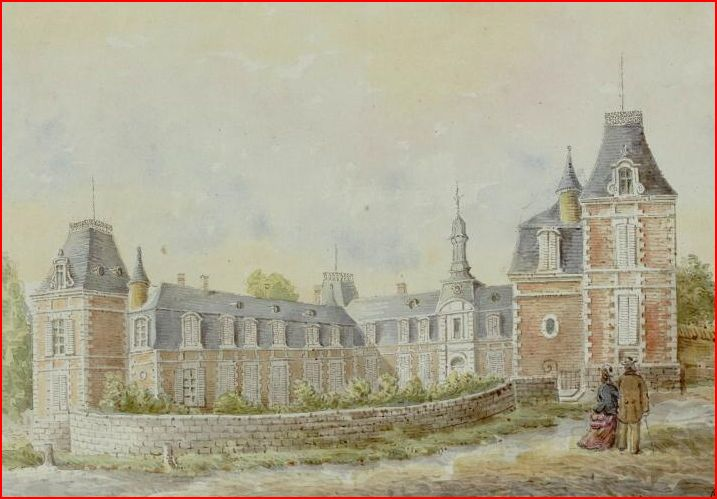
Le château d'Allonville en 1871.

### Première Guerre mondiale

#### Offensive allemande du printemps 1918
Dans la nuit du 30 mai, l'artillerie allemande tirant des obus à shrapnels est guidée vers Allonville par un avion. Dans les premières heures du 31 mai, un canon envoie des obus toutes les cinq minutes sur le village. À cette date la 4e division d'infanterie australienne a établi son quartier général au château d'Allonville. Deux compagnies du 14e bataillon sont cantonnées dans deux grandes écuries. Le troisième ou quatrième obus éclate dans une des écuries, faisant tomber une poutre supportant le toit et causant son effondrement avec une partie des murs sur la compagnie endormie. L'obus tue 13 hommes et en blesse 56 ; ce fut la plus coûteuse explosion dans l'histoire de l'Australian Imperial Force. Le suivant tombe dans l'écurie voisine, explose au sol, faisant 6 morts et 12 blessés de l'autre compagnie.
Les vingt officiers et soldats australiens, morts le 31 mai 1918, sont inhumés dans le cimetière communal d'Allonville.

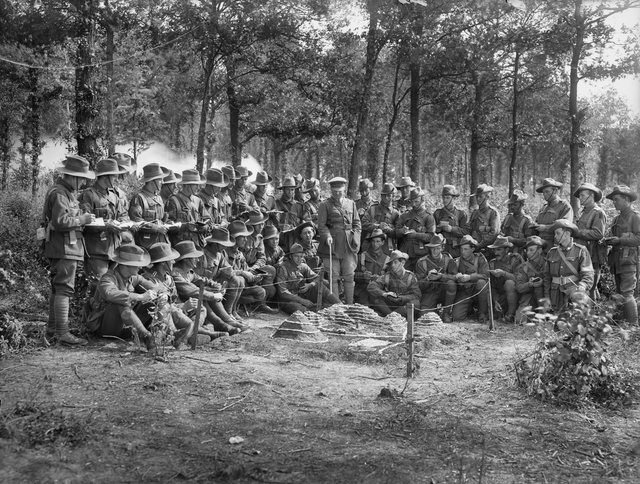
Soldats australiens à Allonville, en 1918.
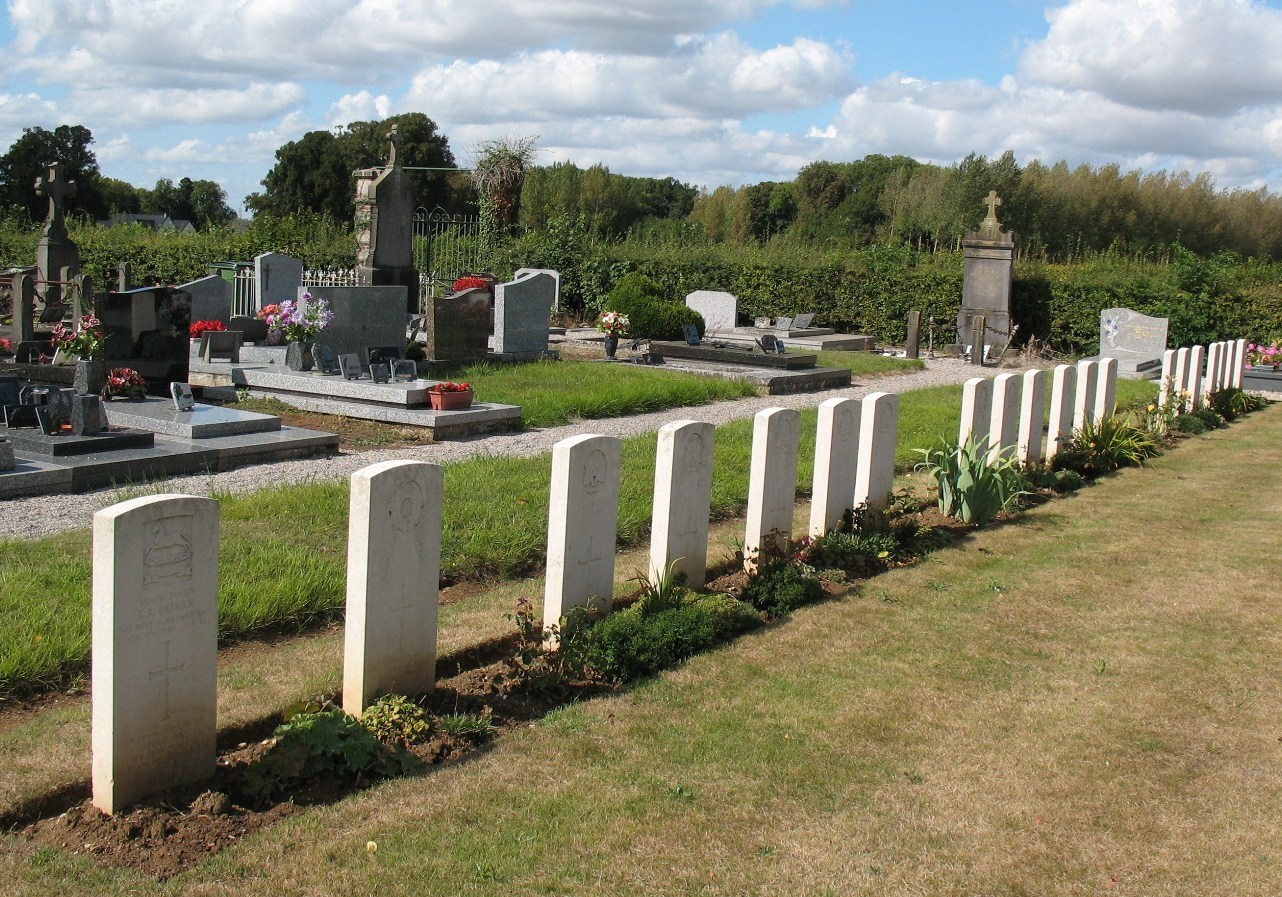
Tombes des soldats australiens morts à Allonville le 31 mai 1918.

## Politique et administration

### Administration municipale
De 1790 à 1801, Allonville est l'une des quatorze communes relevant du canton de Querrieux et de sa Justice de paix.
En l'an VII et jusqu'au 10 germinal de l'an X (30 mars 1800), tous les mariages civils du canton de Querrieux sont prononcés au chef-lieu, conformément à l'article IV de la Loy du 13 fructidor de l'an VI (30 août 1798).

### Intercommunalité
La commune est membre depuis le 1er janvier 1999 du district du Grand Amiens, devenu depuis la communauté d'agglomération Amiens Métropole.

### Liste des maires
| Période                                  | Période                    | Identité         | Étiquette | Qualité |
| ---------------------------------------- | -------------------------- | ---------------- | --------- | ------- |
| Les données manquantes sont à compléter. |                            |                  |           |         |
| avant 1981                               |                            | Raymond Aubin    | DVG       |         |
| Les données manquantes sont à compléter. |                            |                  |           |         |
| 1992                                     | 2014                       | Dominique Capart |           |         |
| 2014                                     | 2020                       | Joël Delrue      |           |         |
| juillet 2020,                            | En cours (au 15 mars 2021) | Audrey Boché     |           |         |

## Population et société

### Démographie
L'évolution du nombre d'habitants est connue à travers les recensements de la population effectués dans la commune depuis 1793. Pour les communes de moins de 10 000 habitants, une enquête de recensement portant sur toute la population est réalisée tous les cinq ans, les populations de référence des années intermédiaires étant quant à elles estimées par interpolation ou extrapolation. Pour la commune, le premier recensement exhaustif entrant dans le cadre du nouveau dispositif a été réalisé en 2005.

En 2022, la commune comptait 777 habitants, en évolution de +4,86 % par rapport à 2016 (Somme : −1,26 %, France hors Mayotte : +2,11 %).
| 1793 | 1800 | 1806 | 1821 | 1831 | 1836 | 1841 | 1846 | 1851 |
| ---- | ---- | ---- | ---- | ---- | ---- | ---- | ---- | ---- |
| 683  | 633  | 724  | 689  | 770  | 787  | 802  | 762  | 782  |

| 1856 | 1861 | 1866 | 1872 | 1876 | 1881 | 1886 | 1891 | 1896 |
| ---- | ---- | ---- | ---- | ---- | ---- | ---- | ---- | ---- |
| 766  | 724  | 701  | 679  | 653  | 629  | 578  | 534  | 497  |

| 1901 | 1906 | 1911 | 1921 | 1926 | 1931 | 1936 | 1946 | 1954 |
| ---- | ---- | ---- | ---- | ---- | ---- | ---- | ---- | ---- |
| 452  | 436  | 369  | 355  | 340  | 320  | 308  | 341  | 314  |

| 1962 | 1968 | 1975 | 1982 | 1990 | 1999 | 2005 | 2006 | 2010 |
| ---- | ---- | ---- | ---- | ---- | ---- | ---- | ---- | ---- |
| 292  | 318  | 334  | 453  | 560  | 572  | 583  | 579  | 760  |

| 2015 | 2020 | 2022 | - | - | - | - | - | - |
| ---- | ---- | ---- | - | - | - | - | - | - |
| 742  | 774  | 777  | - | - | - | - | - | - |

La population est « tombée » de plus de moitié en un siècle (1850-1950)... remarquable exemple d'exode rural. On note que la population croît de manière dynamique depuis l'effondrement de 1962, mais la population active n'est sans doute plus principalement constituée d'agriculteurs.

### Enseignement
L'école Maurice-Choquet accueille les élèves de l'enseignement élémentaire.

## Culture locale et patrimoine

### Lieux et monuments

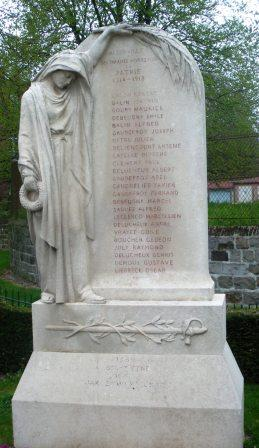
Le monument aux morts, réalisé par Athanase Fossé.

- L'église Saint-Jean-Baptiste, construite en brique en 1850 dans le style néo-gothique, avec un clocher formant porche. La longueur intérieure est de 24 mètres, la largeur est de 16,65 mètres. Elle comporte six travées dont cinq de nefs séparées par des colonnes et deux bas-côtés. La nef se termine en berceau plein-cintre et le chœur en voûte d'arête. Elle est fermée au public par arrêté municipal, en attente de travaux de sécurisation, des vitraux sont cassés en 2020[25],[26]..
L'église contient l'apothéose de Jeanne d'Arc, par Athanase Fossé, un haut-relief, représentant Jeanne d'Arc sortant des flammes ardentes du bûcher, enlevée, délivrée par la mort.

- Oratoire de la Vierge à l'enfant, qui renferme une statue d'un mètre de haut qui pourrait être Notre-Dame Auxiliatrice. la tradition veut qu'elle ait été offerte par des Espagnols au XVIIIe siècle[27].
- Monument aux morts pour la patrie, par Athanase Fossé, inauguré en 1920 et comprenant un bas-relief de l'allégorie du souvenir : personnage de femme éplorée qui protège les morts de son bras et d'une palme[28].
- Carré militaire britannique, dans le cimetière communal

### Personnalités liées à la commune
- Alphonse Vaysse de Rainneville, député, propriétaire à Allonville ;
- Marie-Joseph Vaysse de Rainneville, fils du précédent, conseiller général, député, puis sénateur de la Somme, né à Allonville ;
- Athanase Fossé (1851-1923), sculpteur, né et inhumé à Allonville, décédé à Paris. Nombreuses œuvres à Amiens (hôtel de ville, musées, cimetière de la Madeleine) et à Paris.

Liste de seigneurs d'Allonville
La seigneurie était tenue de la châtellenie de Picquigny, mouvant du comté de Corbie. Les seigneurs en furent :
- Philippe de Créquy en 1363,
- Dame Philippe de Crèvecœur, épouse de Charles d'Ailly, baron de Picquigny, vidame d'Amiens. L'usufruit était aux mains de dame Marguerite de La Trémouille, dame d'Allonville, douairière de Crèvecœur en 1507,
- Marie de May, alliée à Antoine de Saint-Denys, seigneur de Haucourt en 1520 (un prêche fut établi à Allonville en 1581, par Pierre de Saint-Denys),
- Joachim de Maillefeu en 1620.
- Jean Vaysse de Longueval (1620-1662), officier à la citadelle d'Amiens, en 1656. Commandant pour le Roy en la citadelle d'Amiens en 1682[29]. Chevalier, il achète la seigneurie et les terres d'Allonville en 1662[30].
- Jean-Baptiste Vaysse de Longueval (1687-1754)[31].
- Louis Alexandre Vaysse de Longueval (1729-1804). Le 28 juin 1765, il achète à Honoré de Barjac, la terre et la seigneurie de Rainneville, ainsi que la seigneurie de Beauvoir l'Abbaye sise à Rainneville pour la somme de 106 000 livres "dont il en a 63 000 livres pour ce qui relève de la châtellenie de Vinacourt, 36 000 livres pour ce qui relève du marquisat de Querrieu et de 7 000 livres pour le moulin de Rainneville...". Louis Alexandre Vaysse devient : seigneur d'Allonville, Rainneville et Beauvoir l'Abbaye (noblesse héréditaire et titres seront abolis par décret voté le 16 juin 1790 par l'Assemblée Constituante).
- Louis Alexandre Vaysse de Longueval, possédait 1 506 journaux (653 hectares53 ares) sur le terroir d'Allonville et 1 398 journaux (590 hectares) sur le terroir de Rainneville.
N'ayant pas émigré et résidant de manière permanente en son château d'Allonville, il garda la complète propriété de ses biens.

## Pour approfondir